# ميلوش شيستيتش
ميلوس سيستيك ، من مواليد 8 أغسطس 1956 ، لاعب كرة قدم يوغسلافي سابق.
لعب مع منتخب يوغسلافيا لكرة القدم.

## مسيرته الكروية
لعب ميلوش شيستيتش خلال مسيرته الاحترافية مع 5 أندية في واحد وعشرون موسمًا وسجل خلالها 69 هدفًا ضمن 354 مباراة. حيث فاز في موسمين بالكأس وفي ستة مواسم بالدوري.
خاض ميلوش شيستيتش مسيرته مع نادي النجم الأحمر بلغراد في موسم 1973–74 ليلعب معه اثنا عشر موسمًا، مشاركًا في 216 مباراة سجل خلالها 44 هدفًا. ثم انتقل إلى نادي أولمبياكوس في موسم 1984–85 واستمر معه طيلة ثلاثة مواسم، حيث شارك في 50 مباراة سجل خلالها 11 هدفًا. لينتقل بعدها إلى نادي فويفودينا في موسم 1987–88 واستمر معه طيلة ثلاثة مواسم، مشاركًا في 60 مباراة سجل خلالها 9 أهداف. ثم انتقل إلى نادي زيمون في موسم 1989–90 ولمدة موسمين، مشاركًا في 18 مباراة سجل خلالها 3 أهداف. هذا وانتقل لاحقًا إلى نادي أو إف كيه بيوغراد في موسم 1990–91 لمدة موسم واحد، مشاركًا في 10 مباريات سجل خلالها هدفين.

## روابط خارجية
- ميلوش شيستيتش على موقع قاعدة بيانات كرة القدم.إي يو (الإنجليزية)
- ميلوش شيستيتش على موقع ناشيونال فوتبول تيمز (الإنجليزية)
- ميلوش شيستيتش على موقع عالم كرة القدم.نت (الإنجليزية)
- ميلوش شيستيتش على موقع أوليمبيديا (الإنجليزية)